# Pierre Rouillard
Pierre Rouillard (París, 27 de junio de 1948) es un historiador y arqueólogo francés, director de investigación emérito del Centre national de la recherche scientifique (CRNS).

## Biografía
Rouillard fue profesor de historia en 1971 y miembro de la Casa de Velázquez (1973-1976). En 1973 defendió su tesis doctoral en arte y arqueología titulada Corpus vasorum antiquorum: musées de Tours et Bourges, dirigida por Louis Foucher, en la Universidad François-Rabelais de Tours y, en 1986, su tesis doctoral en literatura titulada La Céramique grecque dans la péninsule ibérique (viiie – ive siècle av. J.-C.) ou l'expansion hellénique en extrême-occident, dirigida por François Villard, en la Universidad de París X Nanterre. En 1977 se incorporó al CNRS, primero en el Centro Pierre Paris (Universidad de Burdeos III), luego en la unidad de investigación UMR 7041 Archéologies et Sciences de l'Antiquité (ArScAn) (universidades de París I y París X-Nanterre).
Fue responsable de la misión arqueológica franco-española «Alicante» desde 1980. Esta misión, que opera en cinco emplazamientos de la provincia española de Alicante —Cabezo Lucero, La Picola (Santa Pola), La Rábita-Fonteta (Guardamar del Segura), La Malladeta (Villajoyosa) y El Ferriol (Elche)—, analiza las modalidades de intercambio entre las poblaciones íberas y los comerciantes griegos y fenicios, así como la forma en que se reciben los objetos foráneos, las representaciones y modelos iconográficos fenicios y griegos en la península, donde los intercambios se producen a través de encuentros efímeros o mediante el asentamiento de pequeñas comunidades extranjeras junto a los íberos.
De 2000 a 2012 dirigió la Maison Archéologie & Ethnologie, René-Ginouvès, una institución de investigación en ciencias humanas y sociales situada en el campus de la Universidad de París-Nanterre; también fue presidente de la red nacional de Maisons des sciences de l'Homme (2001-2005), vicepresidente adjunto de investigación y relaciones exteriores de la Universidad de Nanterre (2008-2012) y director científico y técnico, después experto científico, del laboratorio de excelencia «Les Passés dans le présent».·.
Ha comisariado la exposición «Les Ibères» (1998-1999) en el Grand Palais y co-comisariado la exposición «Le vase grec et ses destins» (2004-2005) en Madrid, en el Real Museo de Mariemont y en el Museo Calvet de Aviñón. Fue miembro del equipo de comisarios de la exposición «La Méditerranée des Phéniciens, de Tyr à Carthage» (2007-2008) en el Instituto del Mundo Árabe y director científico de la película Une dame, des pierres, des hommes, dirigida por Paul Rambaud y Claude Delhaye en 2011; esta película está dedicada a la Dama de Elche, un busto de piedra tallada del siglo V a. C. expuesto en el Museo Arqueológico Nacional de Madrid. Desde 1994 es académico correspondiente de la Real Academia de la Historia de España.